# Proechinophthirus fluctus
Proechinophthirus fluctus är en insektsart som först beskrevs av Ferris 1916.  Proechinophthirus fluctus ingår i släktet Proechinophthirus och familjen sällöss. Inga underarter finns listade i Catalogue of Life.